# Bernardo Davanzati
Bernardo Bostichi Davanzati (né le 30 août 1529 à Florence - mort le 29 mars 1606) est un écrivain italien de la Renaissance.

## Biographie
Né d'une famille noble et ancienne, il annonça de bonne heure une grande vivacité d'esprit, et fit de très bonnes études, non dans le dessein de se livrer entièrement aux belles-lettres mais pour se rendre plus proche d'une quelconque profession civile qu'il voulût embrasser. Il choisit celle du commerce, qu'il vint exercer à Lyon pendant les premières années de sa jeunesse, et dont il continua de faire son état après son retour dans sa patrie. Il ne cessa point pour cela de cultiver les lettres ; après avoir lu tous les auteurs qu'un homme instruit doit connaître, il en choisit un très petit nombre qu'il relisait sans cesse ; c'étaient surtout en latin Horace et Tacite, et Dante en italien. Le fruit de ces lectures assidues ne se fit pas seulement sentir dans ses écrits ; revêtu de plusieurs magistratures, dont il remplissait soigneusement les devoirs, il s'y faisait remarquer par la rectitude de ses idées et par la propriété et la brièveté de ses expressions.
Dans l'Académie des Alterati, dont il était membre, il s'était fait nommer il Silente (« Le Silencieux »), comme pour dire que, peu satisfait encore du laconisme de ses discours, il eût voulu se faire entendre sans parler. Il avait pris pour devise un cercle de tonneau avec ces deux mots : Strictius, Arctius. Quoiqu'il ne fût point de l'Académie de la Crusca, il assistait souvent à ses travaux pour la rédaction du vocabulaire, et les académiciens, qui étaient presque tous de ses amis, le consultaient sur les difficultés de la langue toscane et profitaient de ses conseils. Il avait pour la perfection de cette langue une passion qui ne s'éteignit point avec l'âge, et il professa jusqu'à la fin une espèce de culte pour les premiers auteurs qui l'avaient purement écrite.
Il possédait un très ancien manuscrit de l'histoire de Jean Villani, copié sur l'original par Mathieu Villani, frère de l'auteur, et il y mettait un si grand prix, qu'en le laissant par son testament à ses héritiers, il exigea d'eux impérativement qu'ils ne se déferaient jamais de ce trésor. Il avait, en dictant ce testament, légué des sommes d'argent à tous ses domestiques. Après un moment de réflexion, il dit au notaire d'effacer ces legs ; il se fit apporter l'argent, compter sur-le-champ à chacun la somme qu'il leur avait léguée, voulant jouir du plaisir de donner lui-même lorsqu'il le pouvait encore, et ajouter à la valeur du don par sa célérité. Il mourut à 77 ans, le 29 mars 1606.

## Publications
Le plus célèbre de ses ouvrages est sa Traduction de Tacite. Une autre traduction française, parue à Paris en 1584, fut la cause de la sienne. Ce premier traducteur, dans sa préface, vantait beaucoup notre langue, la préférait à toutes les autres, et spécialement à l'italienne, qu'il accusait d'être verbeuse et languissante. Davanzati entreprit de prouver qu'elle pouvait être plus concise, non seulement que le français, mais que le latin même. Il traduisit dans ce but le 1er livre de Tacite, et le succès de cet essai l'engagea ensuite à traduire le reste. Ayant eu lui-même la patience de compter les lignes et dans les lignes les lettres du texte latin et de la traduction française, il trouva, lui qui était très bon calculateur, que l'italien était dans le rapport de neuf à dix avec le latin, et de neuf à quinze avec le français. La question était de savoir si l'italien est toujours clair et s'il n'omet aucune des idées qui sont dans le texte latin. L'auteur paraît avoir eu souvent recours à ce dernier moyen, ce qui explique son extrême brièveté, mais en diminue le mérite. Toute comparaison à part, cette traduction est un chef-d'œuvre de pureté de style, de force, de précision et d'élégance.
On a reproché, non sans quelque raison, à Davanzati, d'y avoir employé un grand nombre d'expressions populaires et de proverbes florentins ; mais il le fit à dessein, pour fixer dans la langue ces locutions originales et fugitives, et il y a réussi. La 1re édition de la traduction complète est celle de Venise, in-4°. Giuseppe Comino en a donné une plus belle à Padoue, 1755, 2 vol. in-4°, d'après laquelle a été faite celle de Bassano, 1790, 3 vol. in-4°. Dans celle-ci, l'éditeur a mis à leur place les suppléments latins de Brotier, avec une traduction italienne par l'abbé Raphaël Pastore, qui a tâché d'imiter, autant qu'il lui était possible, le style de Davanzati, comme Brotier s'était efforcé d'imiter celui de Tacite. Il a paru en 1804, à Paris, une très bonne et très jolie édition de la traduction seule de Davanzati, donnée par M. Biagioli, chez Fayolle, 3 vol. in-12.
Les autres ouvrages de cet écrivain sont :
- Une Histoire du schisme d'Angleterre : Storia dello Scisma d'Inghiltera, écrite de ce style concis et nerveux dont il avait pris l'habitude dans son commerce avec Tacite ; Rome 1600, in-8°. Apostolo Zeno dit dans ses notes sur Fontanini (t. 2, p. 306), que ce n'est, suivant quelques-uns, qu'une traduction abrégée du latin de Sanderus. Dans la 2e édition, donnée à Florence, 1638, in-8°, l'éditeur a recueilli, à la suite de cette histoire, les opuscules suivants : Notizia de' Cambi ; Lezione delle monete ; Orazione in morte del gran duca Cosimo deux plaisanteries académiques, Dicerie o Cicalate, dans lesquelles l'auteur traite avec un sérieux ironique une accusation contre le président de son Académie, et une défense des provéditeurs aussi accusés ironiquement par un autre académicien ;
- un petit traité d'agriculture intitulé : Coltivazione toscana delle Viti, e d'Alcuni Arbori, Firenze, Filippo Giunti, 1600. D'abord imprimé seul à Florence, Giunti, 1600 et in-4°. C'est un traité sur la vigne en Toscane.

Tous ces écrits ont également le mérite de la justesse des idées, de la précision, de la pureté et de l'élégance du style. Ils ont été réimprimés ensemble par Giuseppe Comino, Padoue, 1754, in-8°., Del modo di piantare e custodire una Ragnaja e di uccellare a ragna, Florence, 1790, in-8°. Ce curieux traité sur la manière de tendre des filets aux oiseaux de passage, était demeuré inédit et inconnu. Targioni reconnut le premier qu'il était l'ouvrage de Davanzati. M. le professeur Filippo Re en parle avec éloge dans son Dizionario ragionato di libri d'agricoltura.